# Jeff Golub
Jeff Golub (15. dubna 1955 – 1. ledna 2015) byl americký kytarista. Studoval hudbu na Berklee College of Music a v roce 1980, poté, co se usadil v New Yorku, začal hrát v kapele Billyho Squiera, s nímž nahrál několik alb. V roce 1988 zahájil spolupráci se zpěvákem Rodem Stewartem; z jeho kapely odešel o sedm let později. Své první sólové album nazvané Unspoken Words vydal v roce 1988 a do roku 2013 jich vydal dalších čtrnáct. Roku 2011 ztratil v důsledku kolapsu nerců zrak. Koncem roku 2014 mu byla diagnostikována progresivní supranukleární obrna. Zemřel v lednu následujícího roku ve věku 59 let. Během své kariéry spolupracoval s mnoha hudebníky, mezi které patří John Waite, Tina Turner a Joe Lynn Turner.

## Diskografie
- Unspoken Words (1988)
- Avenue Blue (1994)
- Naked City (1996)
- Nightlife (1997)
- Six String Santa (1997)
- Out of the Blue (1999)
- Dangerous Curves (2000)
- Do It Again (2002)
- Soul Sessions (2003)
- Temptation (2005)
- Six String Santa (2007)
- Grand Central (2007)
- Blues for You (2009)
- The Three Kings (2011)
- Train Keeps a Rolling (2013)